# Epizoanthus danielsseni
Epizoanthus danielsseni är en korallart som beskrevs av Oscar Henrik Carlgren 1913. Epizoanthus danielsseni ingår i släktet Epizoanthus och familjen Epizoanthidae.
Artens utbredningsområde är Norra Ishavet. Inga underarter finns listade i Catalogue of Life.